# Martin H. Geyer
Martin H. Geyer (* 11. Februar 1957 in Donaueschingen) ist ein deutscher Historiker.

## Leben
Nach einem Studium der Geschichte, Amerikanistik, Politikwissenschaft, Volkswirtschaft an der Ludwig-Maximilians-Universität München und der Universität von Wisconsin, Madison, war Geyer Wissenschaftlicher Mitarbeiter an der Universität Trier und der Universität zu Köln. 1986/1987 wurde er in München mit der Dissertation Die Reichsknappschaft promoviert. Er war anschließend John-F.-Kennedy Fellow am Minda de Gunzburg Center for European Studies an der Harvard University und Stellvertretender Direktor des DHI Washington sowie Fellow an der Freiburg School of History (FRIAS) der Albert-Ludwigs-Universität Freiburg.
Seit 1997 lehrt er als Professor für Neuere und Neueste Geschichte an der Ludwig-Maximilians-Universität München.

## Privates
Er ist verheiratet mit der aus Indiana stammenden US-Amerikanerin Dona Geyer. Sein Bruder Michael Geyer ist emeritierter Professor für deutsche und europäische Geschichte an der Universität Chicago.

## Werke (Auswahl)
- Die Reichsknappschaft. Versicherungsreformen und Sozialpolitik im Bergbau, Beck, München 1987.
- Verkehrte Welt. Revolution, Inflation und Moderne. München 1914–1924 (= Kritische Studien zur Geschichtswissenschaft, Bd. 128), Vandenhoeck & Ruprecht, Göttingen 1998.
- (zus. mit Johannes Paulmann) (Hrsg.): The Mechanics of Internationalism in the Nineteenth Century, Oxford University Press, Oxford 2001.
- (zus. mit Manfred Berg) (Hrsg.): Two Cultures of Rights. Germany and the United States, Cambridge University Press, Cambridge 2002.
- Bundesrepublik 1974–1982. Neue Herausforderungen, wachsende Unsicherheit (= Geschichte der Sozialpolitik in Deutschland seit 1945, Bd. 6), Nomos, Baden-Baden 2008.
- Kapitalismus und politische Moral in der Zwischenkriegszeit. Oder: Wer war Julius Barmat? Hamburger Edition, Hamburg 2018, ISBN 978-3-86854-319-3